# Lambada (singel)
Lambada – singel francuskiego zespołu muzycznego Kaoma wydany w 1989 roku.

## Ogólne informacje
Był to pierwszy singiel z debiutanckiej płyty Worldbeat. Utwór odniósł ogromny sukces w Brazylii i poza nią. Został nagrany przez Kaomę również w języku angielskim i hiszpańskim. W Portugalii piosenka jest znana jako "Chorando se foi" ("Odszedł, płacząc"). Singiel na całym świecie sprzedał się w ponad 5 mln kopii.
Melodię i tekst oparto na boliwijskiej melodii ludowej "Llorando se fue", chociaż tytuł nawiązuje do stylu tańca w północnej Brazylii. Boliwijski zespół Los Kjarkas, który nagrał oryginalną wersję utworu w 1981 r., podjął działania prawne przeciwko zespołowi za nieautoryzowane tłumaczenie tekstu piosenki, za co otrzymał zadośćuczynienie.
Wideoklip został nakręcony na Cocos Beach w Illa de Tagomago w Hiszpanii oraz Trancoso w Brazylii. Występujący w nim jako tancerze dziesięciolatkowie, Washington "Chico" Oliveira i Roberta de Brito stworzyli następnie duet wokalny Chico & Roberta, który ze wsparciem zespołu Kaoma zyskał popularność we Francji i działał przez trzy lata, ale potem obydwoje zakończyli kariery muzyczne.

## Covery
Utwór został wykorzystany przez producenta Richarda L. Alberta jako ścieżka dźwiękowa w filmie The Forbidden Dance.
Piosenka "Sochna Kya" użyta w filmie Ghayal z 1990 zawiera sampel utworu "Chorando Se Foi (Lambada)".
We Francji inna grupa Carioca, nagrała cover piosenki, który zajął 22. pozycję w dniu 9 września 1989 i pozostał na liście przez dziewięć tygodni.
Brytyjska grupa Spice Girls nawiązała do utworu w tekście swojego singla "Spice Up Your Life" z 1997
Ivete Sangalo nagrała na żywo wersję utworu i zamieściła ją jako bonus na albumie Super Novas z 2005 i wydała ją jako trzeci singel z tej płyty. Piosenka znajduje się również na jej drugim albumie koncertowym Multishow ao Vivo: Ivete nie Maracanã z 2007.
Mariana Seoane nagrała piosenkę w języku hiszpańskim i zamieściła ja na albumie Está de Fiesta ... Atrevete!
W 2010 wokalista Don Omar nagrał hiszpańską wersję piosenki pod tytułem "Taboo" zawartą na albumie Don Omar Presents: Meet the Orphans.
W 2011 Jennifer Lopez nagrała singiel "On the Floor", który zawiera próbki utworu. Piosenka została wyprodukowana przez RedOne i zawiera rap Pitbulla.
Utwór został użyty w grze Umbrella Stars.

## Pozycje na listach sprzedaży i certyfikaty
| Rok  | Tytuł     | Najwyższe pozycje na listach | Najwyższe pozycje na listach | Najwyższe pozycje na listach | Najwyższe pozycje na listach | Najwyższe pozycje na listach | Najwyższe pozycje na listach | Najwyższe pozycje na listach | Najwyższe pozycje na listach | Najwyższe pozycje na listach | Najwyższe pozycje na listach | Najwyższe pozycje na listach | Najwyższe pozycje na listach | Najwyższe pozycje na listach | Najwyższe pozycje na listach | Najwyższe pozycje na listach | Certyfikat |
| Rok  | Tytuł     | AUS                          | AUT                          | BEL                          | FRA                          | GBR                          | GER                          | IRL                          | ITA                          | NLD                          | NOR                          | NZL                          | PL                           | SWE                          | SWI                          | USA                          | Certyfikat |
| ---- | --------- | ---------------------------- | ---------------------------- | ---------------------------- | ---------------------------- | ---------------------------- | ---------------------------- | ---------------------------- | ---------------------------- | ---------------------------- | ---------------------------- | ---------------------------- | ---------------------------- | ---------------------------- | ---------------------------- | ---------------------------- | --- |
| 1989 | „Lambada” | 5                            | 1                            | 1                            | 1                            | 4                            | 1                            | 4                            | 1                            | 1                            | 1                            | 10                           | 1                            | 1                            | 1                            | 46                           | - CAN: złota płyta - GER: 2× platynowa płyta - FRA: platynowa płyta - JPN: platynowa płyta - SWE: platynowa płyta - SWI: złota płyta |